# ديفيد هوروويتز
ديفيد هوروويتز (بالإنجليزية: David Horowitz)‏ هو كاتب غير روائي وصحفي أمريكي، ولد في 10 يناير 1939 في Forest Hills, Queens ‏ في الولايات المتحدة.

## وصلات خارجية
- ديفيد هوروويتز على موقع IMDb (الإنجليزية)
- ديفيد هوروويتز على موقع إن إن دي بي (الإنجليزية)
- ديفيد هوروويتز على موقع قاعدة بيانات الفيلم (الإنجليزية)